# Roberto Acuña (basquetebolista)
Roberto Acuña (Rafaela, 14 de setembro de 1990) é um basquetebolista argentino que atualmente joga pelo Peñarol disputando a Liga Nacional de Básquet.